# Philippe Poil
Philippe Poil, né le 21 septembre 1968 à Saint-Maur-sur-le-Loir en Eure-et-Loir, est un footballeur français qui évoluait au poste de gardien de but dans les années 1990.

## Biographie
En 1990, Poil quitte l'Amicale de Lucé (D4) et rejoint le Paris FC (D3). Intéressant le FC Nantes, le gardien est titulaire indiscutable durant quatre saisons. Il part au FC Saint-Leu, toujours en D3, pour l'exercice 1994-1995.
Dès l'été suivant, il rejoint l'Amiens SC en Division 2. Dès la mi-saison, Poil devient titulaire. Au terme de la saison 1997-1998, titulaire indiscutable depuis deux ans et demi. Poil est élu meilleur gardien de D2 au cours de la soirée des Oscars de Canal+. En contact avec des clubs de D1, il accepte la prolongation de contrat de trois ans du club picard.

## Statistiques
Le tableau ci-dessous résume les statistiques en matches officiels de Philippe Poil durant sa carrière de joueur.
| Saison                | Club                  | Championnat           | Championnat | Championnat | Coupe(s) nationale(s) | Coupe(s) nationale(s) | Total | Total |
| Saison                | Club                  | Division              | M.          | B.          | M.                    | B.                    | M.    | B.    |
| 1990-1991             | Paris FC              | 3                     | 30          | 0           |                       |                       | 30    | 0     |
| 1991-1992             | Paris FC              | 3                     | 30          | 0           |                       |                       | 30    | 0     |
| 1992-1993             | Paris FC              | 3                     | 30          | 0           |                       |                       | 30    | 0     |
| 1993-1994             | Paris FC              | 3                     | 34          | 0           |                       |                       | 34    | 0     |
| Sous-total            | Sous-total            | Sous-total            | 124         | 0           | 0                     | 0                     | 124   | 0     |
| 1994-1995             | FC Saint-Leu          | 3                     | 33          | 0           | 3                     | 0                     | 36    | 0     |
| Sous-total            | Sous-total            | Sous-total            | 33          | 0           | 3                     | 0                     | 36    | 0     |
| 1995-1996             | Amiens SC             | 2                     | 28          | 0           | 4                     | 0                     | 32    | 0     |
| 1996-1997             | Amiens SC             | 2                     | 42          | 0           | 2                     | 0                     | 44    | 0     |
| 1997-1998             | Amiens SC             | 2                     | 42          | 0           | 1                     | 0                     | 43    | 0     |
| 1998-1999             | Amiens SC             | 2                     | 30          | 0           | 3                     | 0                     | 33    | 0     |
| 1999-2000             | Amiens SC             | 2                     | 15          | 0           |                       |                       | 15    | 0     |
| 2000-2001             | Amiens SC             | 3                     | 0           | 0           | 1                     | 0                     | 1     | 0     |
| Sous-total            | Sous-total            | Sous-total            | 157         | 0           | 11                    | 0                     | 168   | 0     |
| Total sur la carrière | Total sur la carrière | Total sur la carrière | 314         | 0           | 14                    | 0                     | 328   | 0     |

## Palmarès

### En club

#### Amiens SC
- Vice-Champion de National en 2001
- Finaliste de la Coupe de France en 2001

## Distinctions individuelles
- Nommé dans l'équipe type de Division 2 en 1998 aux Trophées UNFP[4].